# Miss Brésil 1958
Miss Brésil 1958, 5e élection de Miss Brésil, s'est déroulée le 19 juin 1958 au Ginásio do Maracanãzinho. La gagnante, Adalgisa Colombo succède à Terezinha Morango, Miss Brésil 1957.

## Classement final
| Titre                                               | Candidates                        |
| --------------------------------------------------- | --------------------------------- |
| Miss Brésil 1958 - 1re dauphine à Miss Univers 1958 | - Guanabara - Adalgisa Colombo    |
| 1re dauphine - 5e dauphine à Miss Monde 1958        | - Pernambouc - Sônia Maria Campos |
| 2e dauphine                                         | - Minas Gerais - Denise Guimarães |
| 3e dauphine                                         | - Santa Catarina - Carmen Erhardt |
| 4e dauphine                                         | - São Paulo - Madalena Fagotti    |

## Prix distribués
| Prix           | Candidate                          |
| -------------- | ---------------------------------- |
| Miss Sympathie | - Paraná - Ana Maria Paiva Felício |

## Candidates
| Numéro | État                | Nom                      |
| ------ | ------------------- | ------------------------ |
| 1      | Acre                | Nascília Nogueira        |
| 2      | Alagoas             | Noélia Cavalcanti        |
| 3      | Amapá               | Ilma da Silva Días       |
| 4      | Amazonas            | Ruth Leite Costa         |
| 5      | Bahia               | Ana Maria Carvalho       |
| 6      | Ceará               | Maria Sanford Frota      |
| 7      | Espírito Santo      | Marly Gomes Cunha        |
| 8      | Goiás               | Magda Renate Pfrimer     |
| 9      | Guanabara           | Adalgisa Colombo †       |
| 10     | Maranhão            | Ida do Brasil Valente    |
| 11     | Mato Grosso         | Moacyr Metello Botelho   |
| 12     | Minas Gerais        | Denise Guimarães Prado   |
| 13     | Pará                | Margareth Cleid Huhn     |
| 14     | Paraíba             | Stella de Vasconcellos   |
| 15     | Paraná              | Anna Felício de Paiva    |
| 16     | Pernambouc          | Sônia Maria Campos       |
| 17     | Piauí               | Maria Creuza Madeira     |
| 18     | Rio de Janeiro      | Eunice Pamplona Xavier   |
| 19     | Rio Grande do Norte | Maria Silveirinha Soares |
| 20     | Rio Grande do Sul   | Tânia Maria de Oliveira  |
| 21     | Santa Catarina      | Carmen Ehrhardt          |
| 22     | São Paulo           | Magdalena Faggoti        |
| 23     | Sergipe             | Maria Nilza de Brito     |

## Observations